# Predator (игра)
Predator (рус. Хищник) — компьютерная игра в жанре survival horror, разработанная компанией Activision. Игра создана по мотивам одноимённого фильма. Игра была создана для платформ Commodore 64, ZX Spectrum, Amiga, Amstrad CPC, Atari ST и BBC Micro.

## Геймплей
Игрок управляет Датчем — главным героем фильма. На пути герою попадается множество противников. И пусть вид противников один, встречаются они довольно часто. Иногда героя преследует целеуказатель плазменной пушки Хищника, с которым нельзя бороться — при контакте с прицелом игрок погибает. Игра представляет собой типичный «бокоходный» шутер с элементами фильма ужасов. Иногда встречается уже упомянутый целеуказатель, в листве могут светиться глаза Хищника, а на деревьях висят изуродованные трупы без кожи.